# Hyssia gozmanyi
Hyssia gozmanyi är en fjärilsart som beskrevs av Kovacs 1968. Hyssia gozmanyi ingår i släktet Hyssia och familjen nattflyn. Inga underarter finns listade i Catalogue of Life.